# Văceni, Teleorman
Văceni este un sat în comuna Drăgănești-Vlașca din județul Teleorman, Muntenia, România.
Satul Văceni (Vâlceni sau Vlăceni) a apărut in secolul al XVI-lea, prin hrisovul din 10 decembrie 1536, când Radu Paisie, domnul Țării Romanești, intareste Mănăstirii Argeș în Tatarani din Vajiste ocina pe care a ținut-o Gherghina parcalab cumparata de la Coman spatar si de la Cazan. Cazan revendica jumătate din aceasta ocina. În conflictul dintre Cazan si călugării Mănăstirii Argeș domnul numește 12 boieri, care sa cerceteze cazul, printre aceștia aflandu-se Oana din Mircesti si Dragnea din Vâlceni. Prin urmare satul existând mai inainte de aceasta data.
În a două jumatate a secolului al XVIII- lea , la 1 iunie 1792 se afla in hotar cu Mircesti, moșia era a lui Panait, capitan de lefegii. In 1855, o alta moșie (sat) aparținea Mănăstirii Sf. Gheorghe Nou din București. Dupa aceasta data satul dispare, fiind decimat de ciuma.
În anul 1926, satul s-a reinființat cu țarani din satele Botoroaga si Târnava, care au fost improprietariti ca urmare a aplicarii reformei agrare din 1921.